# Login
Pojem login (z anglického log in), případně sign in, označuje v počítačové terminologii proces přihlášení k účtu (tedy autentizaci) pomocí uživatelského jména a zpravidla hesla nebo certifikátu. Ekvivalentně pojem logout, případně logoff či sign out označuje proces odhlášení.
Dne 29. října 1969 se „login“ stalo prvním přeneseným slovem v předchůdci dnešního internetu, síti Arpanet. (Ve skutečnosti první přenos obsahoval pouze slabiku lo, po jejímž odvysílání přenos spadl. Úspěšně bylo slovo odvysíláno o hodinu později.)